# Patti Scialfa
Vivienne Patricia "Patti" Scialfa (ur. 29 lipca 1953 w Deal) – amerykańska wokalistka, autorka tekstów i gitarzystka. Żona Bruce’a Springsteena.

## Życiorys
Ukończyła studia na New York University. Początkowo grywała na ulicach Greenwich Village. Na początku lat 80. zaczęła występować w nowojorskich klubach, pracowała jako wokalistka wspierająca artystów rockowych w trakcie tras koncertowych i w czasie nagrań (m.in. The Rolling Stones). Podpisała wkrótce kontrakt z wytwórnią płytową Columbia Records. W 1984 dołączyła do zespołu E Street Band tuż przed rozpoczęciem trasy koncertowej Born in the U.S.A. Tour Bruce’a Springsteena. Pierwszy solowy album (Rumble Doll), zawierający m.in. utwory "Rumble Doll" i "Come Tomorrow" wydała w 1993. Drugą płytę (23rd Street Lullaby) nagrała w 2004. W 2007 ukazał się trzeci album artystki zatytułowany Play It As It Lays. Od 1997 występuje także w The Sessions Band, drugim zespole towarzyszącym jej mężowi.

## Dyskografia
Albumy
- 1993: Rumble Doll
- 2004: 23rd Street Lullaby
- 2007: Play It As It Lays[2]

Single
- 1993: "As Long As I (Can Be With You)"
- 1993: "Lucky Girl"[2]

## Życie prywatne
Patti Scialfa jest piosenkarką pochodzenia włoskiego (ze strony ojca) i irlandzkiego (ze strony matki). W 1991 została żoną Bruce’a Springsteena, z którym ma troje dzieci: Evana Jamesa (ur. 1990), Jessicę Rae (ur. 1991) i Sama Ryana (ur. 1993).